# Медаль «В память похода эскадры адмирала Рожественского на Дальний Восток»
Медаль «В память похода эскадры адмирала Рожественского на Дальний Восток» — государственная награда Российской империи. Учреждена в память о походе 2-й Тихоокеанской эскадры (1904—1905)

## Основные сведения
Медаль «В память похода эскадры адмирала Рожественского на Дальний Восток» — медаль Российской империи, предназначенная для награждения офицеров и моряков Второй Тихоокеанской эскадры Российского императорского флота под командованием вице-адмирала Зиновия Петровича Рожественского. Учреждена 19 февраля 1907 года по указу императора Николая II.

## Порядок вручения
Медаль полагалась всем участникам похода вокруг Африки Второй Тихоокеанской эскадры. Награждение стало возможным после завершения Русско-японской войны и возвращения пленных моряков из Японии. В плену они оказались в результате Цусимского сражения. Всего было награждено 194 члена экипажа, относившихся к офицерам, чиновникам, священникам и 4505 военных моряков нижних чинов, по другим данным — 4479 военных моряков. Кроме того, медаль полагалась примерно 600 членам команд вспомогательных судов, обслуживавших эскадру в походе.
К той части эскадры, которая совершала поход вокруг Африки, относились следующие суда:
- Эскадренные броненосцы «Князь Суворов», «Император Александр III», «Бородино», «Орёл» и «Ослябя»;
- Броненосные крейсера «Дмитрий Донской» и «Адмирал Нахимов»;
- Бронепалубный крейсер «Аврора»;
- Вспомогательные крейсера «Урал», «Терек» и «Кубань»;
- Транспортные судна «Анадырь» и «Камчатка»;
- Транспортные судна (под коммерческим флагом): «Корея», «Маяк», «Русь», «Метеор»;
- Госпитальное судно «Орёл»[2].

Экипажи этих кораблей и получили медаль.

## Описание медали
Медаль была сделана из тёмной бронзы. Диаметр 28 мм. На лицевой стороне медали изображено полушарие Земли с отмеченным на нём путём эскадры из Балтийского моря, вокруг Африки, через Индийский океан в Японское море. На обороте изображён вертикально расположенный якорь, по бокам от него даты: «1904» и «1905». Основной тираж (5500 экземпляров) был изготовлен в июле 1907 года на Санкт-Петербургском монетном дворе. Штемпель для чеканки медали изготовил медальер П. С. Стадницкий. Расходы на изготовление медалей составили 1924 рубля 35 копеек.
Существуют варианты медали, что связано с тем, что допускалось изготовление медали частными мастерскими. Как правило, они также были изготовлены из тёмной бронзы, но существуют медали из серебра и светлой бронзы. Медали, изготовленные в частных мастерских, могут также отличаться размерами: 28 мм, 30 мм или даже 12 мм; кроме того, нередко такие медали отличаются искажениями изображения на лицевой стороне медали.

## Порядок ношения
Медаль имела ушко для крепления к колодке или ленте. Носить медаль следовало на груди. Лента медали — бело-жёлто-чёрная, что соответствует цветам старого флага Российской Империи. 13 августа 1911 года Николай II издал указ, согласно которому раненые и контуженные могли носить эти медали на лентах с бантом.

## Изображение медалей

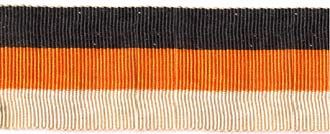
Лента